# 山中湖交流プラザ きらら

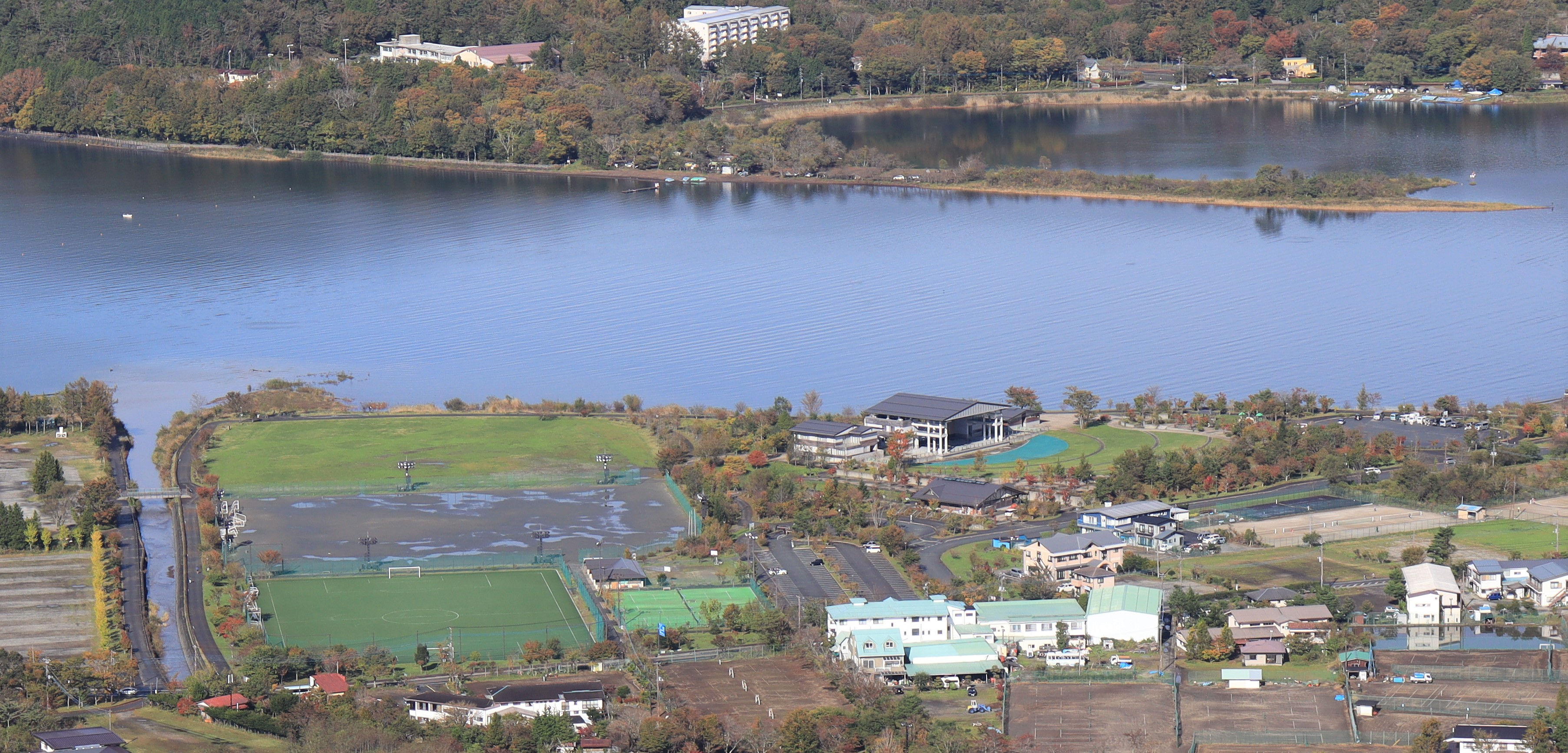
山中湖畔にある山中湖交流プラザきらら

山中湖交流プラザ きららは山梨県南都留郡山中湖村に位置する交流拠点（多目的公園）。富士山を望む山中湖畔に位置する。野外劇場山中湖シアター「ひびき」などがある。

## 概要
2006年（平成18年）7月22日にオープン。
大規模野外イベントを開催できる劇場施設「シアターひびき」、スポーツ施設、自然公園、駐車場、管理棟（ハルニレ）からなる。
スポーツ施設
原っぱ（天然芝、約13,000平米）
広っぱ（クレイグラウンド、夜間照明あり、約13,000平米）
ぴっち（人工芝グラウンド、約9,000平米）
こーと（人工芝テニスコート・フットサルコート 夜間照明あり、約1,700平米）
ころろ（ゲートボール場、約700平米）

## シアターひびき

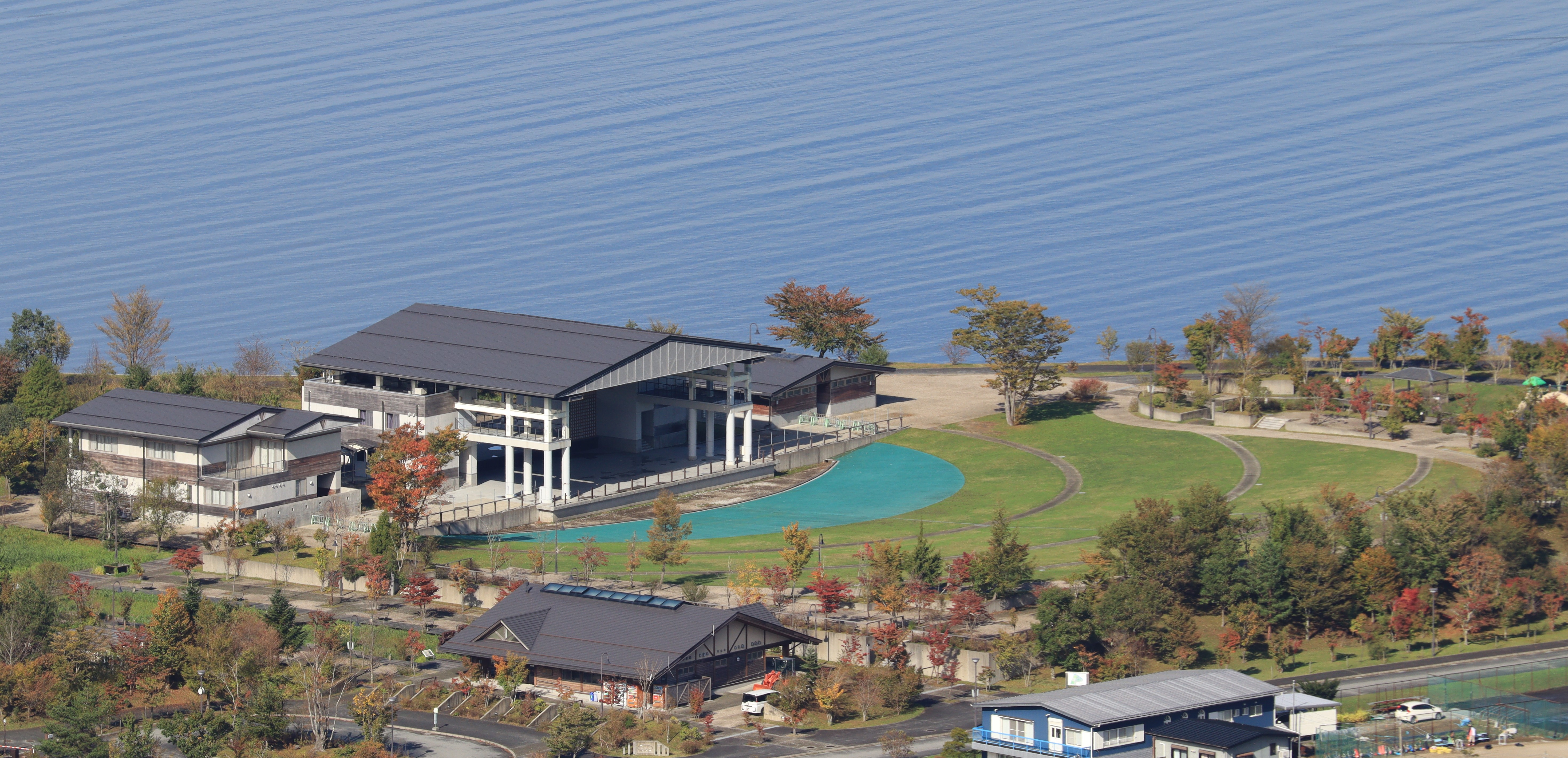
シアターひびき

約8,000人を収容する野外劇場。舞台の向こうにそびえ立つ富士山と広々とした芝生席が特徴。

### 主な公演
- 渡辺美里「美里祭り2006！ in 山中湖 ～初富士･美里･夏が来た！～」（2006年7月22日）※こけら落とし
- SPACE SHOWER「SWEET LOVE SHOWER」（ラブシャ）[1]
- 藤巻亮太オーガナイズ「Mt.FUJIMAKI」（マウントフジマキ）[2]
- 私立恵比寿中学「エビ中 夏のファミリー遠足 略してファミえん」（2014・2018・2019・2022年・2023年）[3]
- ベイビーレイズJAPAN「全虎が啼いた！伝説の最高雷舞（クライマックス）」（2018年9月24日）[4]

## 交通

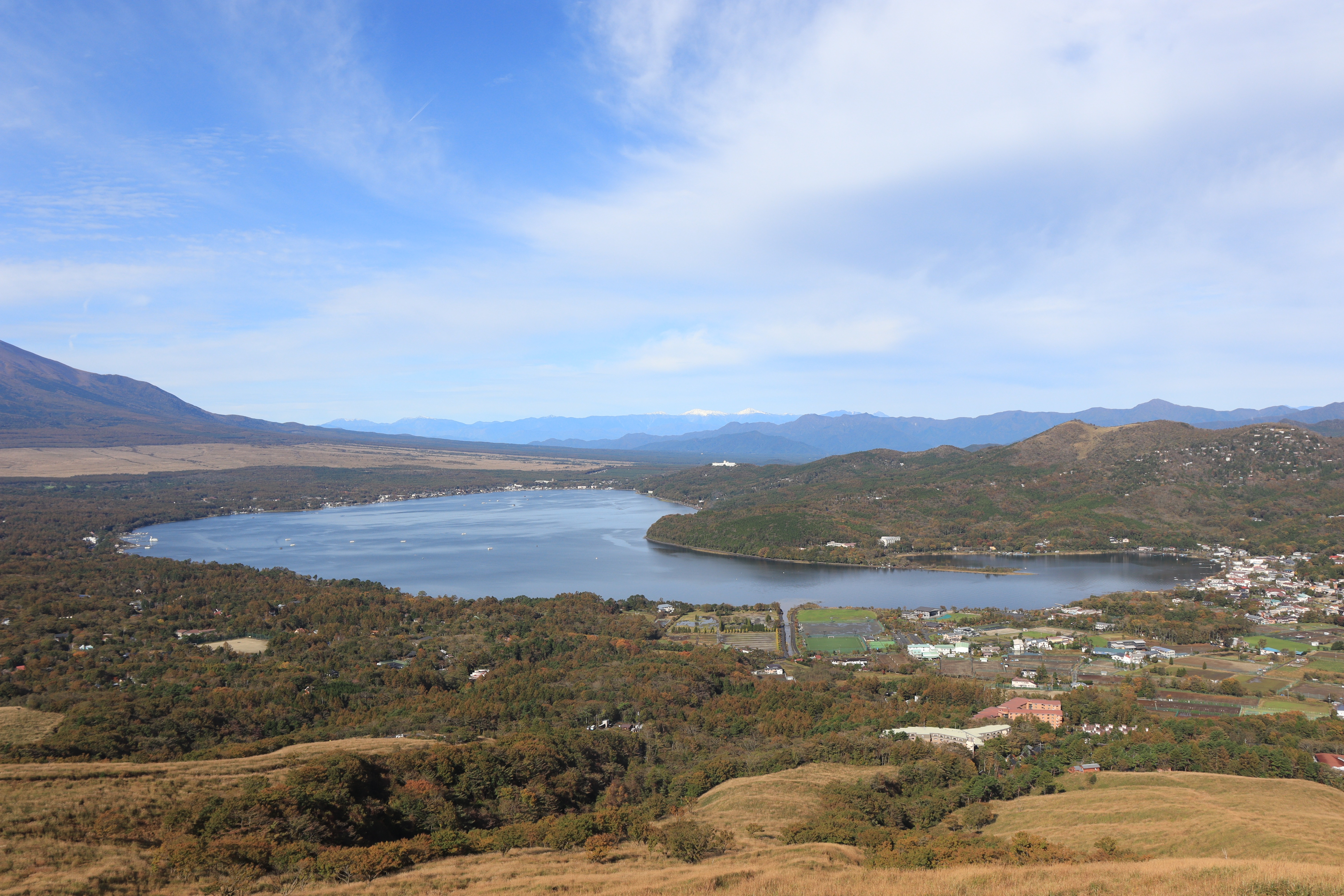
東側の明神山から望む山中湖、左端に富士山の裾野、右手前の湖畔に山中湖交流プラザ きらら

- 東富士五湖道路 山中湖インターチェンジから車で15分
- 山中湖周遊バス「ふじっ湖号」で「山中湖交流プラザ」バス停下車

- 駐車場
  - 第1駐車場 - 乗用車150台収容
  - 第2駐車場 - 乗用車52台・大型6台収容
  - 臨時駐車場 - 収容台数1,500台（イベントにより使用可）

- 所在地：山梨県南都留郡山中湖村平野479-2